# Octateuco

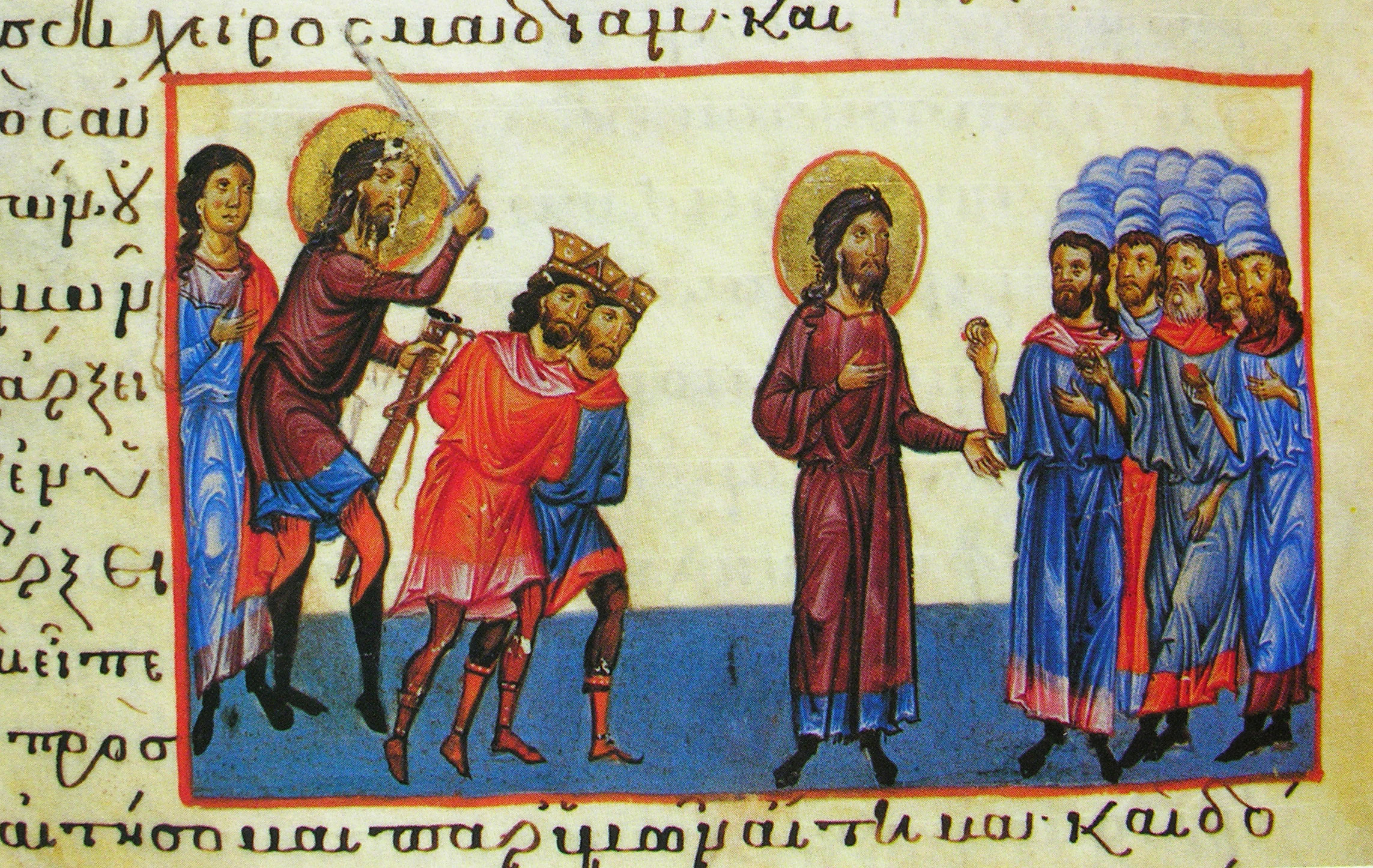
Gedeón mata a Zebei y Salman, gobernantes de Madián; Bizancio; s. XIII; monumento: Octateuco u Ocho Libros (Athos, Vatop. 602); 21 x 34 cm; lugar: Grecia. Athos. Monasterio de Vatoped

El Octateuco (del griego «οκτατευχος»; compuesta de «οκτα», ocho, y «τευχος», libro o volumen) es el nombre tradicional de los ocho primeros libros de la Biblia grecolatina que comprenden los cinco libros del Pentateuco más el Libro de Josué, el Libro de los Jueces y el Libro de Rut. Constituyeron los primeros ocho libros del Antiguo Testamento en la tradición cristiana. La existencia de manuscritos separados del Octateuco está atestiguada desde el siglo IX y siglo X.

## Lista de Octateucos iluminados
Se conservan seis manuscritos del Octateuco provistos de miniaturas:
- Laura. Plut. 5.38 en Florencia, que solo tiene miniaturas hasta Génesis 3, y no tiene relación con los otros cinco manuscritos.
- Vaticanus Graecus 747, fechado a mediados del siglo XI.
- Esmirna A1, XII, en Esmirna.
- Topkapi Graecus 8, siglo XII, en Estambul.
- Vaticano Graecus 746, siglo XII.
- Vatopédi 602, finales del siglo XIII, en el Monte Athos.

Estos cinco últimos manuscritos poseen un ciclo de 375 miniaturas, particularmente numerosas para el Génesis. Según Kurt Weitzmann, su iconografía se remonta a un modelo de ciclo narrativo ilustrado de estos ocho libros antes de mediados del siglo III, porque los pintores de los frescos de la sinagoga de Doura Europos también lo habrían utilizado.